# Palazzo imperiale di Kyoto
Il Palazzo imperiale di Kyōto (京都御所?, Kyōto-gosho) è la residenza imperiale della città di Kyōto. Fu residenza ufficiale dell'Imperatore del Giappone fino al 1868 e da allora residenza secondaria.
Tecnicamente ancora il "palazzo anziano" del monarca; l'edificio principale comprende, tra le altre sale, la Shishinden (紫宸殿, Sala per le Cerimonie di Stato), Seiryōden (清涼殿, lit. 'cool, refreshing hall'), Kogosho (小御所, Sala della Corte), Ogakumonsho (御学問所, Studio o biblioteca imperiale) ed un certo numero di residenze per l'imperatrice, aristocratici di alto rango e funzionari governativi. Le cerimonie di intronizzazione per il Trono del Crisantemo hanno avuto luogo a Kyoto nel 1928.

## Storia
Il castello divenne la residenza dell'imperatore agli inizi del periodo Edo. Essendo costituito in buona parte di legno la struttura è stata preda di incendi nel corso dei secoli; infatti si hanno notizie certe di almeno otto ricostruzioni del complesso di edifici e giardini. La struttura attualmente esistente è stata ultimata nel 1851.
Con il rinnovamento Meiji la capitale fu spostata a Tokyo e l'imperatore trasferì la propria residenza ufficiale prima nel castello di Edo e poi nel Palazzo imperiale di Tokyo. Nel 1877 ne è stata ordinata la preservazione come monumento nazionale.
L'imperatore Meiji e i suoi successori (Taishō e Hirohito) continuarono ad usare il castello per molti anni come sede di particolari cerimonie. Al giorno d'oggi viene usato molto raramente poiché essendo aperto al pubblico è costantemente occupato dai turisti. Inoltre all'interno dell'edificio ha sede la Kunai-chō, ovvero l'agenzia che si occupa di gestire le proprietà e le cerimonie della famiglia imperiale del Giappone.